# Alan Spencer
Alan Spencer é um escritor e produtor de televisão americano, conhecido por criar a série policial satírica dos anos 80 Sledge Hammer!. Ele foi um dos mais jovens a ingressar no Writers Guild of America, escrevendo para a televisão aos quinze anos. Ele é um "script doctor" (roteirista contratado para reescrever roteiros já existentes) de longas-metragens.

## Primeiros anos
Spencer, aos catorze anos, entrou no Twentieth Century Fox Studios e entrou no set de Young Frankenstein para assistir seu herói Mel Brooks direto. Marty Feldman, que gostava de travessuras, reconheceu que o jovem intruso não pertencia e levou Spencer sob suas asas como seu "convidado". Spencer era um grande fã de Feldman e conhecia os créditos de escrita do comediante para a televisão britânica, uma raridade, já que a maioria dos americanos não conhecia bem a versatilidade de Feldman, e o normalmente privado Feldman reconheceu Spencer como um espírito afim. Feldman também começou a escrever aos 15 anos e deu a Spencer orientações precoces. 
Marty Feldman morreu mais tarde de um ataque cardíaco ao fazer o filme Yellowbeard e, em 16 de maio de 1984, Alan Spencer perdeu outro amigo: o lendário e excêntrico comediante Andy Kaufman. Kaufman certa vez convidou Spencer para sua casa e o submeteu a uma maratona de quarenta e oito horas de The People's Court, uma série que Kaufman gravou religiosamente. O golpe de perder dois amigos devastou Spencer. Ele prometeu honrar suas influências e fazer um trabalho não convencional. Em 1988, Mel Brooks convocou Spencer para co-criar a comédia de curta duração da NBC The Nutt House com ele, após o sucesso do Sledge Hammer de Spencer! Brooks não fazia ideia de que Alan Spencer era o mesmo garoto que andava zumbindo no set de Young Frankenstein.
Depois de sua série Sledge Hammer! encontrar sucesso internacional na distribuição, Spencer foi convidado a escrever e dirigir seu próprio filme para a Columbia Pictures chamado Hexed. Spencer não recebeu o mesmo nível de controle criativo que ele tinha em sua série e, graças a uma mudança de regime subsequente no estúdio, o filme foi refutado após algumas prévias de sucesso. O lançamento em DVD de Hexed não é o corte original do diretor, que Spencer afirma "provavelmente só existe em uma lixeira fora de Denny". 
Apesar de ser chamado um dos "Madcaps mais nobres da nação" pelo Washington Post pelo crítico Tom Shales, Spencer tem um lado sério também. Ele escreveu um filme de ficção científica de duas horas feito para a TV intitulado The Tomorrow Man estrelado por Julian Sands que tinha um tema ecológico. 

## Trabalhos recentes
De acordo com a revista Creative Screenwriting, Spencer reescreveu anonimamente alguns filmes que arrecadaram mais de cem milhões. Ele foi publicado em um artigo intitulado "O ofício de reescrever", ao lado de notáveis como Scott Frank, Kenneth Lonergan e Ed Solomon, como um dos melhores "doutores" do ramo. Spencer afirmou que ser incluído nesse artigo foi um destaque na carreira.
Spencer criou e está produzindo a controversa série de televisão de ação e suspense Bullet in the Face para IFC / Just for Laughs.
Alan Spencer está entre as entrevistas de Poking a Dead Frog: Conversations com os principais escritores de comédia da atualidade, de Mike Sacks.